# Митчелл, Дэвид (актёр)
Дэвид Джеймс Стюарт Митчелл (англ. David James Stuart Mitchell; род. 14 июля 1974 года) — британский актёр, комик и писатель. Вместе с Робертом Уэббом, с которым он познакомился в Кембриджском университете, сформировал дуэт Митчелл и Уэбб. Вместе они снимались в телесериале канала Channel 4 «Пип-шоу», где он играл роль Марка Корригана. В 2009 году за эту работу он получил премию BAFTA в номинации лучший комедийный актёр. Вместе они также снимались в британской версии рекламной серии Apple Get a Mac. Их первый фильм «Фокусники» вышел в 2007 году.
Митчелл частый участник британских телевикторин, является капитаном команды на шоу Would I lie to you?; бывший ведущий The Bubble и Was It Something I said; частый гость в таких телешоу как : QI, The Big Fat Quiz of the Year, Mock the Week,8 Out of 10 Cats Does Countdown и Have I Got News for You. Также Дэвид является ведущим радиошоу The Unbelievable Truth и был соведущим комедийно-новостной программы 10 O’Clock Live.
Помимо этого Митчелл регулярно пишет статьи для The Observer и The Guardian.
22 мая 2015 года у Митчелла и Виктории Корен родилась дочь Барбара Элизабет Джун Митчелл.

## Избранная фильмография
| Год          |   | Русское название                | Оригинальное название       | Роль                                                   |
| ------------ | - | ------------------------------- | --------------------------- | ------------------------------------------------------ |
| 2003—2015    | с | Пип-шоу                         | Peep show                   | Марк Корриган                                          |
| 2005         | с | Абсурдное природоведение        | Look Around You             | эпизод 2.6.                                            |
| 2006—2010    | с | Джем и Иерусалим                | Jam & Jerusalem             | Доктор Джеймс Вайн (12 эпизодов)                       |
| 2006—2010    | с | Вот как выглядят Митчелл и Уэбб | That Mitchell and Webb Look |                                                        |
| 2007         | ф | Фокусники                       | Magicians                   | Гарри                                                  |
| 2007         | ф | Я никогда не буду твоей         | I Could Never Be Your Woman |                                                        |
| 2009—2012    | с | Финес и Ферб                    | Phineas and Ferb            | Митч (2 эпизода)                                       |
| 2012         | с | Доктор Кто                      | Doctor Who                  | голос робота (эпизод Динозавры на космическом корабле) |
| 2016 — н. в. | с | Уильям наш, Шекспир             | Upstart Crow                | Уильям Шекспир                                         |
| 2017         | ф | Отпетый мачо                    | Gun Shy                     | Джон Хардиггер                                         |
| 2017 — н. в. | с | Явился                          | Back                        | Стивен                                                 |